# Kevin Kiner
Kevin Kiner (Escondido, 3 settembre 1958) è un compositore statunitense, attivo in ambito cinematografico e televisivo.
Ha curato la colonna sonora di film come Star Wars: The Clone Wars, e serie televisive, tra cui Stargate SG-1 e CSI: Miami. È stato nominato per diversi Emmy e per un Annie Award.

## Filmografia parziale

### Cinema
- Leprechaun, regia di Mark Jones (1993)
- Wing Commander - Attacco alla Terra (Wing Commander), regia di Chris Roberts (1999)
- Tremors 3 - Ritorno a Perfection (Tremors 3: Back to Perfection), regia di Brent Maddock (2001)
- Star Wars: The Clone Wars, regia di Dave Filoni (2008)
- Samaritan, regia di Julius Avery (2022)

### Televisione
- Nick Fury (Nick Fury: Agent of S.H.I.E.L.D.), regia di Rod Hardy – film TV (1998)
- Walker Texas Ranger – serie TV, 43 episodi (1997-2001)
- Stargate SG-1 – serie TV, 18 episodi (1997-2003)

- CSI: Miami – serie TV, 145 episodi (2003-2012)
- Walker Texas Ranger - Processo infuocato (Walker Texas Ranger: Trial of Fire), regia di Aaron Norris – film TV (2005)
- Hell on Wheels – serie TV, 57 episodi (2011-2016)
- Transformers: Robots in Disguise – serie TV, 58 episodi (2014-2017)
- Star Wars Rebels – serie TV, 59 episodi (2014-2018)
- Jane the Virgin – serie TV, 79 episodi (2014-2018)
- Star Wars: The Clone Wars – serie TV, 129 episodi (2008-2020)
- Narcos: Messico – serie TV, 26 episodi (2018-2021)
- City on a Hill – serie TV, 18 episodi (2019-2021)
- Peacemaker – serie TV, 8 episodi (2022)
- Star Wars: Tales of the Jedi – miniserie TV, 2 episodi  (2022)
- Titans – serie TV, 49 episodi (2018-2023)
- Ahsoka – serie TV, 8 episodi (2023)
- Star Wars: The Bad Batch – serie TV, 24 episodi (2021-2024)